# 布佳奇基
46°41′51″N 30°21′29″E / 46.69750°N 30.35806°E
布佳奇基（羅馬化：Budiachky）是位於烏克蘭西南部的村莊，由敖德萨州羅茲迪利納區的羅茲迪利納市鎮負責管轄。該村始建於1924年，面積0.17平方公里，海拔高度82米，2001年人口25，人口密度每平方公里143.68人。